# Ormosia coccinea

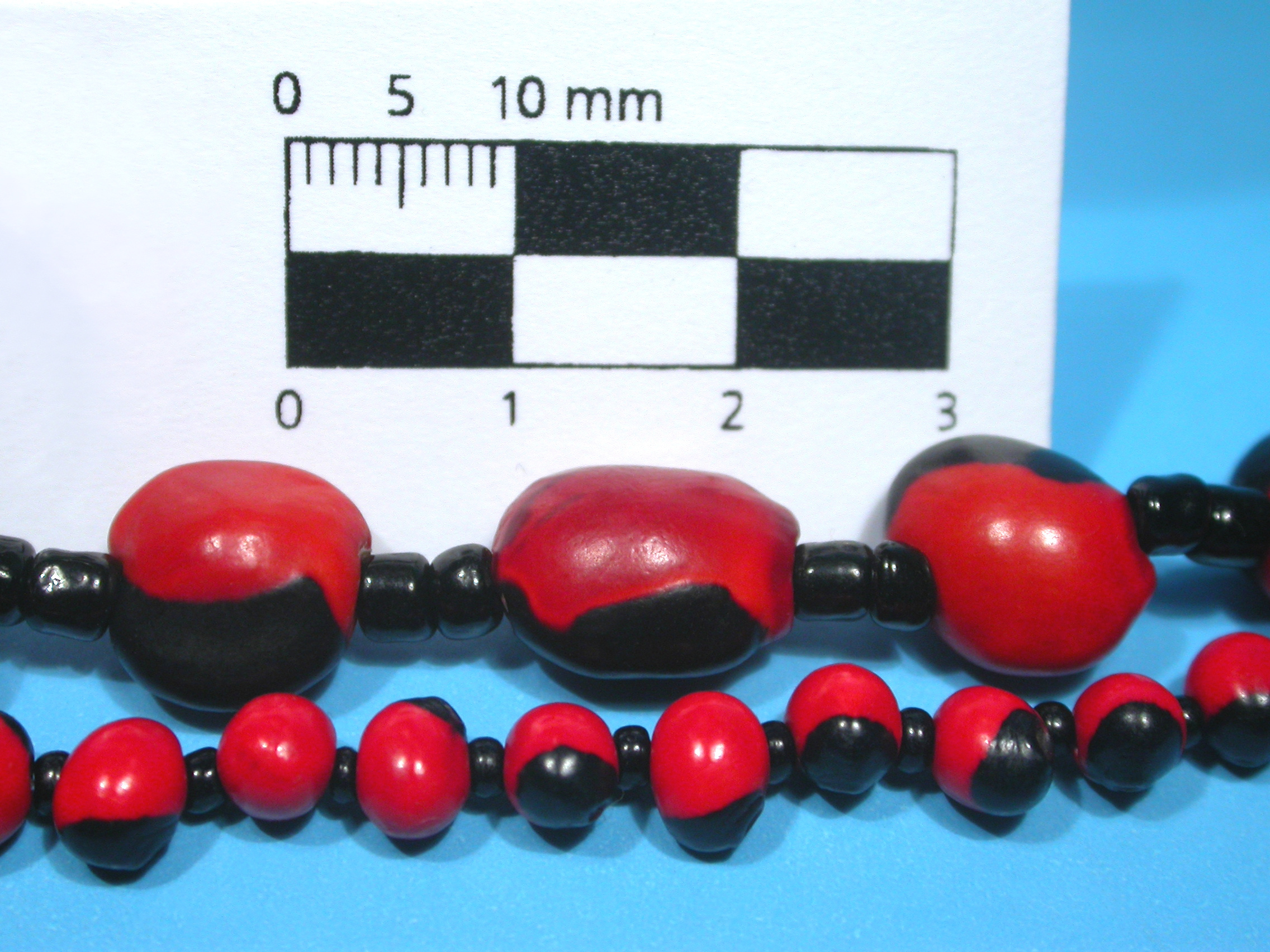
Detalle de dos collares realizados con semillas (arriba: Ormosia coccinea; abajo: Abrus precatorius) combinadas con cuentas negras.

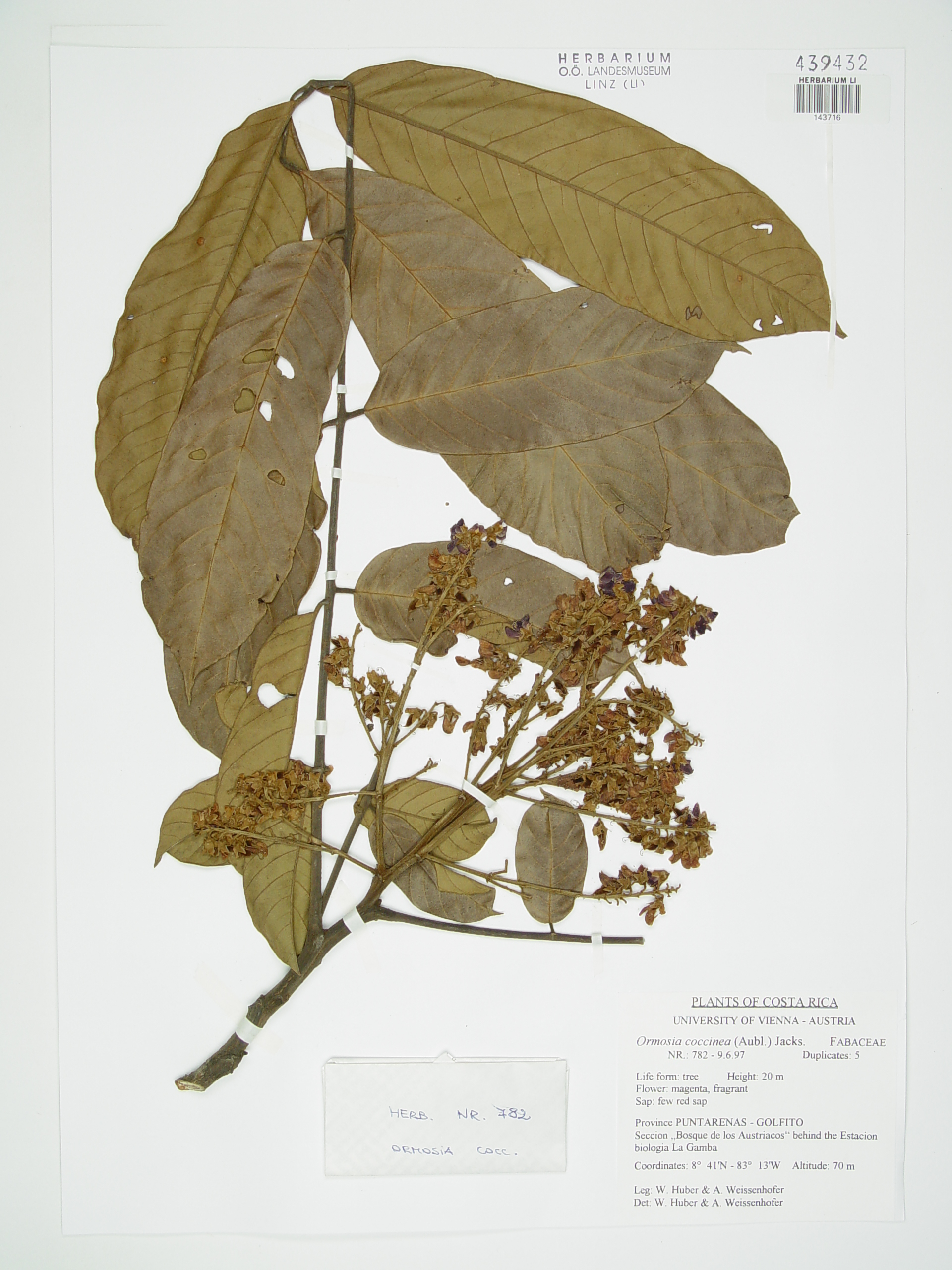
Hojas y flores

Ormosia coccinea (conocida como tento malumgus o tento vermelho en el amazonas de Brasil; cairurú o pionia en Venezuela; chocho en Colombia; hairuro o huayro en Ecuador; huayruro en Perú; huayruro o sirari en Bolivia; o  peonía en Cuba) es una especie botánica de la familia de las leguminosas que produce bellas semillas rojas con un punto negro que cubre un tercio de su superficie. Esas semillas se usan en joyería y otras decoraciones. Son venenosas si se ingieren.
Esta especie crece en Centroamérica: Costa Rica, República Dominicana, Puerto Rico, Cuba, Honduras, Nicaragua, Panamá, y gran parte de Sudamérica: Guyana Francesa, Guyana, Surinam, Venezuela, Brasil, Colombia, Bolivia, Perú y Ecuador. 
Las semillas se conocen como huayruro en Perú, Nene o chumico en Costa Rica y peonía en Cuba y Venezuela.

## Características
Ormosia coccinea se desarrolla como un árbol grande, de hasta 30 m de altura, de zonas boscosas con un tronco cilíndrico vertical, de hasta 9 dm de diámetro. A lo largo del tronco se presentan anillos horizontales. La corteza es marrón o negruzca. 
Las flores son purpúreas, aladas y cerradas como se presentan en las legumbres. El fruto es una pequeña legumbre o vaina aplanada, punteada en un extremo y de color verde y rojo-anaranjado. En el interior se encuentran dentro de una pulpa dulce de una a dos semillas que son negras en una mitad y rojas en la otra. Si se observa la semilla sola, puede ser fácilmente confundida como producto de otra planta dentro de la familia de las leguminosas (Fabaceae).
Por ejemplo, no abundan los artículos científicos al respecto, pero las semillas de O. coccinea no presentarían mayor toxicidad, mientras que las semillas de otras especies como la "abrina" (Abrus precatorius), que son muy similares pero con una hendidura blanca en la zona negra, y resultan ser altamente tóxicas si se ingieren o si uno se perfora la piel accidentalmente durante el trabajo artesanal. Por lo que se recomienda identificar bien el tipo de material con el que se está trabajando. Si bien puede haber confusiones, a diferencia de las semillas de A. precatorius de tamaño más pequeño (aprox. 0,5 mm) y muy regular, el tamaño de las semillas de O. coccinea es más grande (1 cm o más) e irregular. Otras semillas parecidas presentan las plantas Rhynchosia precatoria y Sophora secundiflora.
Suele suceder este tipo de coincidencias respecto a la similitud en las semillas cuando se trata de plantas de la misma familia pero diferente género. Cada familia y género tiene una ubicación geográfica de origen específica de acuerdo a un ecosistema autóctono específico. No obstante, debido a la introducción de especies exóticas, la dispersión y confusión entre plantas o semillas similares se vuelve algo muy común. Suele ser más sencilla la identificación si se puede observar el árbol, la altitud que alcanza, la morfología de las hojas, sus inflorescencias, u otras características intrínsecas de la especie.

## Historia
El uso de la Ormosia coccinea por el hombre es milenario. En Sudamérica era ya utilizada desde épocas pre-incaicas para la fabricación de adornos y joyas. En muchos vestigios incas, se han encontrado numerosas semillas de huayruro formando parte de objetos como collares y brazaletes. En restos de la cultura Chachapoyas (en el noreste del Perú) se han encontrado igualmente estas semillas.
En Venezuela se sigue usando las pionias para la confección de adornos y amuletos. La fuerte madera se puede utilizar en la mueblería, aunque su uso no es tan difundido.
Está prohibida la venta y/o reproducción de esta semilla en países de la Unión Europea , Inglaterra y Canadá. Ello, ya que son consideradas alucinógenas y venenosas.